# Сыщенко, Николай Николаевич
Николай Николаевич Сыщенко (09.05.1923, Кокчетавская область — 10.03.1979, Акмолинская область) — командир расчета 120-мм миномёта 837-го стрелкового полка, 238-й стрелковой дивизии, старший сержант — на момент представления к награждению орденом Славы 1-й степени.

## Биография
Родился 9 мая 1923 года в селе Сивковка Рузаевского района Кокчетавской области, район имени Габита Мусрепова Северо-Казахстанской области Республики Казахстан. Окончил 8 классов. Работал в колхозе «Победа Ильича».
Весной 1942 года был призван в Красную Армию Рузаевским райвоенкоматом. В действующей армии с июня 1942 года. Воевал на Калининском, Брянском, Западном и 2-м Белорусском фронтах. Был трижды ранен. На фронте стал командиром расчета 120-мм миномёта 837-го стрелкового полка. Уже за первый бой получил награду — медаль «За боевые заслуги».
25-28 июня 1944 года в боях за освобождение Белоруссии во время наступления на могилёвском направлении и форсировании Днепра сержант Сыщенко с расчетом огнём из миномета разбил противотанковую пушку противника, 5 пулеметов, разрушил 2 наблюдательных пункта, истребил свыше 10 противников.
Приказом командира 238-й стрелковой дивизии от 26 августа 1944 года сержант Сыщенко Николай Николаевич награждён орденом Славы 3-й степени.
21-23 января 1945 года на подступах к населенному пункту Прусколенка старший сержант Сыщенко с минометчиками подавил огонь 2 пулеметов противника, рассеял и частично уничтожил свыше взвода пехоты, накрыл 3 повозки с боеприпасами, истребил до 18 противников.
Приказом от 22 февраля 1945 года старший сержант Сыщенко Николай Николаевич награждён орденом Славы 2-й степени.
20 марта 1945 года в 15 км северо-западнее города Данциг старший сержант Сыщенко с бойцами, поддерживая наступление стрелковых подразделений, вывел из строя 5 пулеметных точек и много живой силы неприятеля. За три дня боев миномётчики уничтожили 6 станковых и 3 ручных пулемёта, до 50 вражеских солдат.
Указом Президиума Верховного Совета СССР от 15 мая 1946 года за образцовое выполнение заданий командования в боях с немецко-вражескими захватчиками старший сержант Сыщенко Николай Николаевич награждён орденом Славы 1-й степени. Стал полным кавалером ордена Славы.
В 1946 году старшина Сыщенко демобилизован. Вернулся на родину, работал в колхозе. Позднее перешел госохотоинспекцию Кокчетавской области. Последние годы жил в городе Щучинск Акмолинской области Казахстана. Скончался 10 марта 1979 года, похоронен в Щучинске.
Награждён орденами «Знак Почета», Славы 3-х степеней, медалями.